# 巴西郡
巴西郡，是东汉末年至唐朝期间，中国在今天四川和重庆地区的一个郡，巴西意为“巴郡以西”，与同时期的巴郡、巴东郡合称“三巴”，但实际位置上巴西郡大致在巴郡以北，巴东郡以西。
古時為賨人的居住地。东汉建安六年（201年），益州牧刘璋將管轄垫江县以北的舊巴郡改稱為巴西郡。刘备入蜀后，又从巴西郡分出宕渠、宣汉、汉昌成立了宕渠郡，但是很快取消。这些县与其它几个原属巴郡的县被并入了巴西郡，郡治阆中县（今四川省南充市阆中市）。晋朝、隋朝皆保留了郡制，不过范围有所变迁逐渐缩小，主要是今天四川省南充市一带。
晋朝时，户一万二千，下统九县：阆中县、西充国县、苍溪县、歧惬县、南充国县、汉昌县、宕渠县、安汉县、平州县。晋惠帝时，复分巴西置宕渠郡，统宕渠、汉昌、宣汉三县。桓温平蜀后，巴西郡又置益昌县和晋兴县。
西魏时，置潼州、隆州。隋朝开皇五年（585年），潼州改曰绵州。大业年间，全国州改郡，绵州改金山郡（下领七县：巴西县、昌隆县、涪城县、魏城县、万安县、神泉县、金山县），隆州改巴西郡。此时的巴西郡，户四万一千六十四，下领十县：阆内县、南部县、苍溪县、南充县、相如县、西水县、晋城县、奉国县、仪陇县、大寅县。唐朝武德元年（618年），恢复州制，金山郡复为绵州。天宝元年（742年）改为巴西郡，乾元元年（758年）复为绵州。户六万五千六十六，口二十六万三千三百五十二。下辖八县：巴西县、昌明县、魏城县、罗江县、神泉县、盐泉县、龙安县、西昌县。
唐朝巴西郡太守
- 崔涣（756年）[3]